# Kainach (Wiesent)
Kainach – rzeka w Bawarii, w Szwajcarii Frankońskiej, uchodzi do Wiesent (lewy dopływ).